# Penicillium herquei
Penicillium herquei Bainier & Sartory – gatunek grzybów z klasy Eurotiomycetes. Mikroskopijne grzyby strzępkowe.

## Systematyka
Pozycja w klasyfikacji według Index Fungorum: Penicillium, Aspergillaceae, Eurotiales, Eurotiomycetidae, Eurotiomycetes, Pezizomycotina, Ascomycota, Fungi.
Po raz pierwszy opisał go w 1912 roku Georges Bainier i Auguste Sartory na liściach Agauria pyrifolia  we Francji. Synonimy:
- Penicillium coralligerum Nicot & Pionnat 1963
- Penicillium herquei var. lunzinense Svilv. 1941
- Penicillium luteocoeruleum Saito 1949

## Morfologia i fizjologia
Kolonie na agarze z roztworem Czapeka rosną powoli, osiągając średnicę 2–3 cm w ciągu 2 tygodni w temperaturze pokojowej. Są często nieco promieniście pomarszczone, bezstrefowe lub lekko strefowe, głęboko aksamitne do prawie wełnistych, składające się z cienkiego filcu bazalnego z konidioforami wyrastającymi z filcu lub bezpośrednio z podłoża. Zarodnikowanie średnie do silnego, kolonie zarodnikujące w odcieniach żółtozielonych. Brak wysięku lub ograniczony, zapach nieokreślony lub brak zapachu, ale zwykle silny, zmienny, często podobny do czarnych orzechów, sporadycznie jabłek, a w niektórych odmianach korzenny. Rewers w odcieniach żółtozielonych (czasami prawie fluorescencyjnych), brązowiejący na brzegach lub sporadycznie pod całą kolonią. Agar otaczający kolonię silnie wybarwia się na jaśniejsze odcienie tych samych odcieni. Konidiofory o długości 200–300 µm lub więcej i średnicy 3,5–4,5 µm, pod niskim powiększeniem mikroskopu oglądane na sucho o powierzchni bardzo szorstkiej i mocno inkrustowanej, ale oglądane w preparatach płynnych często wyglądające na gładkie. Penicillusy stosunkowo krótkie, regularne, składające się z końcowego okółka metuli podtrzymującego skupiska fialid. Metule zwykle w okółkach po 4–6, ale czasami do 8–10, mające długość 10–15 µm i średnicę 4–4,5 µm, nieco poszerzone na końcach. Fialidy o wymiarach 9–12 µm × 3–4 µm, w skupiskach po 8 do 12, zwężające się gwałtownie do wąskich, dziobowatych rurek konidialnych. Konidia eliptyczne, zazwyczaj gładkie lub prawie gładkie, 3,5–4 × 2,2–3 µm, w splątanych lub luźno równoległych łańcuszkach bazypetalnych o długości do 1 mm lub większej.
Kolonie na agarze z ekstraktem słodowym rozrastają się, osiągając średnicę 6–7 cm po 2 tygodniach w temperaturze pokojowej, są płaskie, bardzo głęboko aksamitny do wełnistych, średnio do mocno zarodnikujące z żółtą, inkrustowaną grzybnią widoczną w całym obszarze. Mają zapach niewyraźny, zwykle nieco nieprzyjemny, czasami nieco podobny do orzechów włoskich. Rewers w odcieniach pomarańczowym lub zielonkawobrązowym, konidiofory do 1000 µm lub więcej długości, pozostałe cechy jak na agarze Czapeka.

## Występowanie i siedlisko
Grzyb endofityczny występujący na całym świecie. W Polsce podano liczne stanowiska. Wyizolowano go z ryzosfery i korzeni dębu szypułkowego i pszenicy zwyczajnej.